# Campionato mondiale giovanile di scherma 1973
Il Campionato mondiale juniores di scherma del 1973 ("1973 World Juniors Fencing Championships") è stato organizzato dalla Federazione internazionale della scherma e si è svolto a Buenos Aires in Argentina dal 16 al 23 aprile.
Nel fioretto, si sono aggiudicati i titoli del campionato mondiale il francese Frédéric Pietruszka, che ha battuto in finale il tedesco Matthias Behr, e la sovietica Valentina Burochkina che ha avuto la meglio sulla sovietica Soja Djerasinskaja.
Nella spada l'iberico Gianfranco Mochi ha battuto in finale l'italiano Carlo Romanelli, ottenendo il titolo mondiale juniores maschile.
Nella sciabola l'italiano Tommaso Montano prevale connazionale Marco Romano.

## Podi

### Uomini
| Specialità  | Oro                 | Argento         | Bronzo          |
| Individuali |                     |                 |                 |
| Fioretto    | Frédéric Pietruszka | Matthias Behr   | Robert Bruniges |
| Spada       | Gianfranco Mochi    | Carlo Romanelli | Marceli Wiech   |
| Sciabola    | Tommaso Montano     | Marco Romano    | Ferenc Gulacsy  |

### Donne
| Specialità  | Oro                  | Argento            | Bronzo              |
| Individuali |                      |                    |                     |
| Fioretto    | Valentina Burochkina | Soja Djerasinskaja | Véronique Brouquier |

## Medagliere
| Pos.   | Nazione          | Oro | Argento | Bronzo | Totale |
| ------ | ---------------- | --- | ------- | ------ | ------ |
| 1      | Italia           | 1   | 2       | 0      | 3      |
| 2      | Unione Sovietica | 1   | 1       | 0      | 2      |
| 3      | Francia          | 1   | 0       | 1      | 2      |
| 4      | Spagna           | 1   | 0       | 0      | 1      |
| 5      | Germania         | 0   | 1       | 1      | 2      |
| 6      | Ungheria         | 0   | 0       | 1      | 1      |
| 6      | Regno Unito      | 0   | 0       | 1      | 1      |
| Totale | Totale           | 4   | 4       | 4      | 12     |